# Yokohama Bay Bridge
Yokohama Bay Bridge (横浜ベイブリッジ Yokohama Bei Buridji?) este un pod hobanat din Yokohama, Japonia.

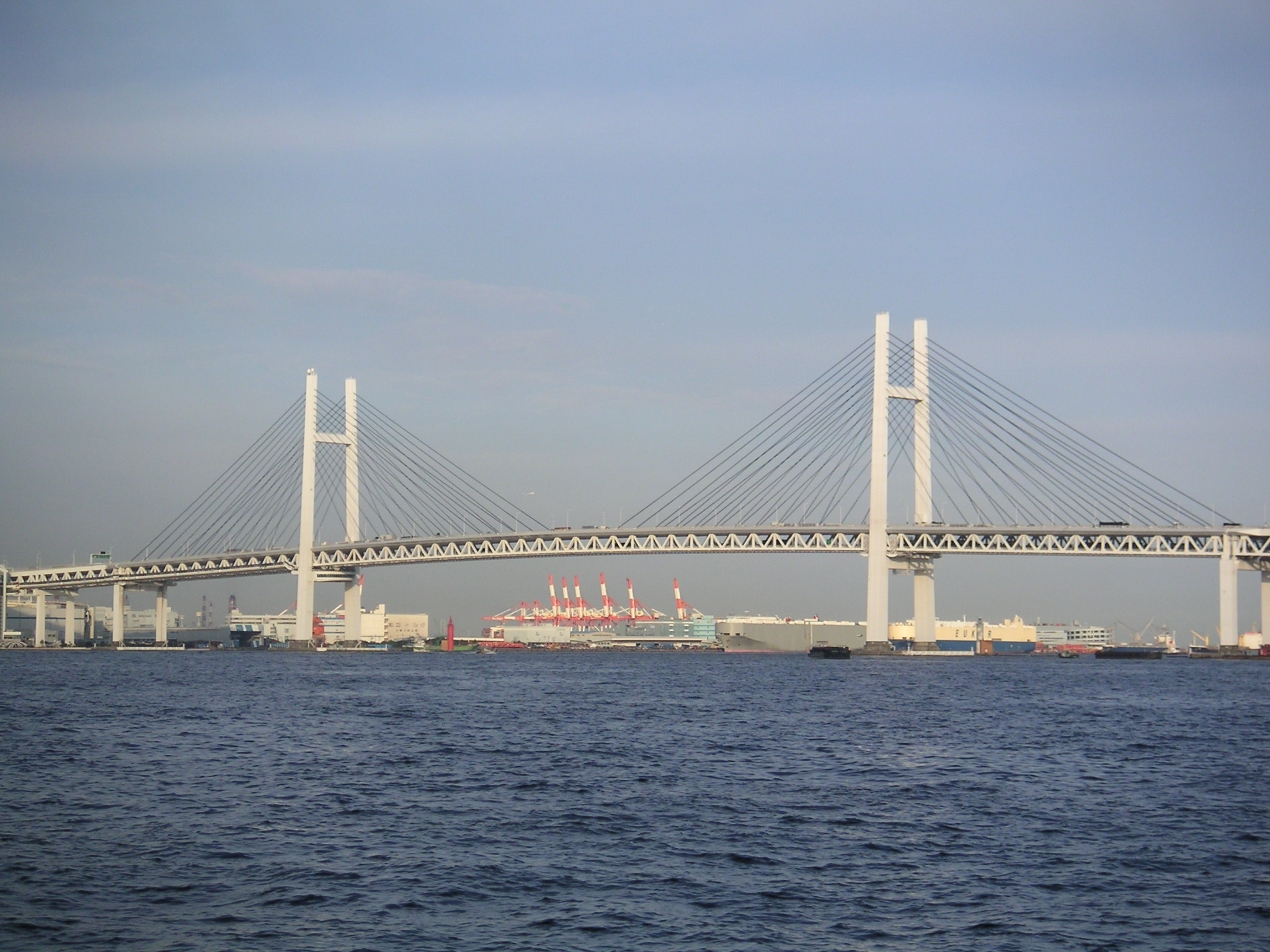
Yokohama Bay Bridge

Podul, care traversează Golful Tokio, s-a deschis pe data de 27 septembrie 1989. Are o lungime de 860 m cu o lumină de 460 m. Taxa de trecere este de 600 yeni. Este o parte a „Autostrăzii Shuto”.